# 오카모토 하야토
오카모토 하야토(일본어: 岡元 勇人, 1974년 10월 6일 ~ )는 일본의 전 축구 선수이다.

## 구단 경력
과거 FC 도쿄에서 활동하였다.